# 丹尼爾·斯科特
丹尼爾·斯科特（1972年10月1日—）是一名美國排球運動員。她分別在1996年、2000年、2004年、2008年及2012年代表美國參加夏季奧運會，打破美國女子排球運動員在奧運出場紀錄。